# Caleta caleta
Catela catela là một loài bướm thuộc họ Lycaenidae sinh sống ở Nam Á. Loài bướm này được được tìm thấy ở Sri Lanka, bán đảo Ấn Độ, Madhya Pradesh, phía nam bang Bihar, Odisha, và trong dãy Himalaya từ Sikkim đến Assam và Myanmar. Loài bướm này cũng được tìm thấy ở miền nam Sulawesi, Basilan và Mindanao.